# Aspidimorpha incerta
Aspidimorpha incerta es un coleóptero de la familia Chrysomelidae.
Fue descrita científicamente por primera vez en 1997 por Borowiec.